# Коррей
Коррей (*Corréus д/н —51 до н. е.) — вождь кельтського племені белловаків, очільник антиримського повстання в Белгіці.

## Життєпис
Походив зі знатного роду. Був головним вождем белловаків. Напевне до 52 року до н. е. був відомий своїм політичним та військовим хистом. Тому у 51 році до н. е. зумів підняти белзькі племена атребатів, калетів, амбіенів, веліокассів на повстання проти римського панування. Незабаром до нього долучилося плем'я авлерків.
Вожді повсталих племен одноголосно доручають Коррею керівництво бойовими діями. Він особисто бере участь у боях. З 6 000 піхотинців він влаштовує засідки римським фуражирам, застосовуючи тактику партизанської боротьби з розумінням неможливості протистояти римлянам у відкритому бої. Слідом за цим звільняє усю Белгіки від римлян. Слідом за цим вирушає до області свессіонів. Втім при підтримці племені реміїв Гай Юлій Цезар переходить у наступ і бере в облогу Коррея у столиці (опідумі) племені свессіонів.
Після прориву звідти вирішальний бій відбувся біля сучасного Комп'єна. Коррей з декількома воїнами чинив спротив до останнього. Дізнавшись про його смерть, белловаки припинили спротив і через своїх едуйських друзів шукали виправдання у римлян, звинувативши загиблого Коррея у заколоті проти римської влади.